# Fritz Peter (militaire)
Pour les articles homonymes, voir Peter.
Fritz Peter (né le 28 décembre 1927 à Bralitz) est un officier de la NVA et dernier chef de la défense civile de la RDA. Il est également le dernier général de la NVA à être promu au grade de Generaloberst. Après la réunification, il est inculpé et condamné pour sa responsabilité conjointe pour les morts à la frontière intérieure de l'Allemagne. 

## Biographie
Le fils d'un boucher et fermier a commencé à exercer le métier d'agriculteur après avoir étudié à l'école pendant huit ans. En septembre 1944, il est d'abord enrôlé dans la RAD, puis en novembre 1944 à l'âge de 16 ans dans la Wehrmacht. En avril 1945, il est fait prisonnier par les troupes soviétiques. 
Après sa libération en 1948, il rejoint le parti unique SED et la police populaire allemande. Après avoir servi un an comme instructeur, Peter est promu chef de groupe à la VP-Bereitschaft de Potsdam. Il sert ensuite comme chef de section et commandant adjoint pour la formation à la VP-Bereitschaft d'Apolda. Après une formation spéciale en Union soviétique, Peter est nommé adjudant en chef et chef de l'adjudication au ministère de l'Intérieur de 1952 à 1956. 
En 1956, il rejoint le ministère de la Défense nationale et y reste jusqu'en 1959, notamment en tant que chef du département des opérations. Après avoir fréquenté l'Académie d'état-major général de l'URSS de 1959 à 1961, Peter est commandant adjoint et chef d'état-major de la 9e division blindée à Eggesin jusqu'en 1962. Il est ensuite nommé commandant adjoint de la ville et chef d'état-major au bureau du commandement de la ville de Berlin-Est jusqu'en 1964. 
Jusqu'en 1969, Peter est chef adjoint et chef d'état-major du district militaire III (Leipzig). Pendant cette période (1966), il a été nommé major général. Son service à Leipzig se poursuit jusqu'en 1972 en tant que chef adjoint de l'état-major des Forces armées unies du traité de Varsovie. Après la formation du Commandement des forces terrestres (Kdo. LaSK), Peter est devenu chef adjoint de LaSK et chef d'état-major. Il est donc l'adjoint de Horst Stechbarth. Le 1er mars 1974 Peter est promu lieutenant général. De 1976 jusqu'à sa retraite le 30 avril 1990, il est chef de la défense civile de la RDA. À l'occasion du quarantième anniversaire de la RDA le 7 octobre 1989, Peter est promu Generaloberst. 
En janvier 1990, le Premier ministre Hans Modrow le nomme commissaire du gouvernement à la dissolution de l'Office de la sécurité nationale (AfNS). Le 31 mai 1990, il est également nommé par le nouveau ministre de l'Intérieur Peter-Michael Diestel, au poste de secrétaire de la Commission gouvernementale pour la dissolution de l'ancien MfS/AfNS. Ses activités prennent fin le jour de la réunion de la RDA à la République fédérale d'Allemagne le 3 octobre 1990. 

## Honneurs
- 1976 : médaille Artur-Becker en or
- 1978 : ordre du Mérite patriotique en argent
- 1981 : ordre de Scharnhorst
- 1984 : médaille honorifique de membre de la Nationale Volksarmee
- 1987 : ordre du Mérite patriotique en or

## Condamnation pour homicide
Peter est accusé le 1er mars 1994, au cours des procès de Mauerschützen, avec d'autres anciens officiers de la NVA, de complicité d'homicide et de tentative d'homicide involontaire devant la Cour supérieure de Berlin. Le ministère public se fonde sur les ordres annuels de mesures à la frontière intérieure de l'Allemagne, qui sont codécidés par Peter en tant que membre du collège du ministère de la Défense nationale de la RDA.  de co-responsabilité pour l'ordre de tir et les installations d'autodéfense à la frontière. Le 30 mai 1997, il est condamné à un an et dix mois de sursis. Joachim Goldbach, Heinz Handke et Harald Ludwig sont également condamnés lors du même procès. 